# Tarhounah
Tarhounah (arabe : ترهونة), aussi transcrit Tarhouna, Tarhuna ou Tarhunah, est une ville libyenne située à 80 km au Sud-Est de Tripoli dans le district Al Mourqoub.